# Abelardo Alvarado Alcántara
Abelardo Alvarado Alcántara (8 de junho de 1933 - 3 de julho de 2021) foi um clérigo mexicano e bispo auxiliar católico romano do México.
Abelardo Alvarado Alcántara foi ordenado sacerdote em 26 de outubro de 1958. Ele foi ativo na formação sacerdotal e no cuidado pastoral. De 1984 a 1986 foi reitor do seminário.
Em 26 de abril de 1985, o Papa João Paulo II o nomeou Bispo Titular de Thysdrus e Bispo Auxiliar no México. O Arcebispo do México, Cardeal Ernesto Corripio y Ahumada, o consagrou em 14 de junho do mesmo ano; Os co-consagrantes foram os bispos auxiliares Jorge Martínez Martínez e Francisco María Aguilera González. De 1986 a 1997 foi Vigário Episcopal da Zona Pastoral III.
De 1993 a 1998 foi editor-chefe do Nuevo Criterio, o jornal da Arquidiocese do México. Foi Secretário Geral da Conferencia del Episcopado Mexicano (CEM), a Conferência Episcopal Mexicana, de 1997 a 2004.
Em 22 de julho de 2008, o Papa Bento XVI aceitou seu pedido de demissão por motivos de idade. Ele também trabalhou como capelão militar (Capellán de las Fuerzas Armadas). Ele morreu em julho de 2021 aos 87 anos.